# Värmlandskorv

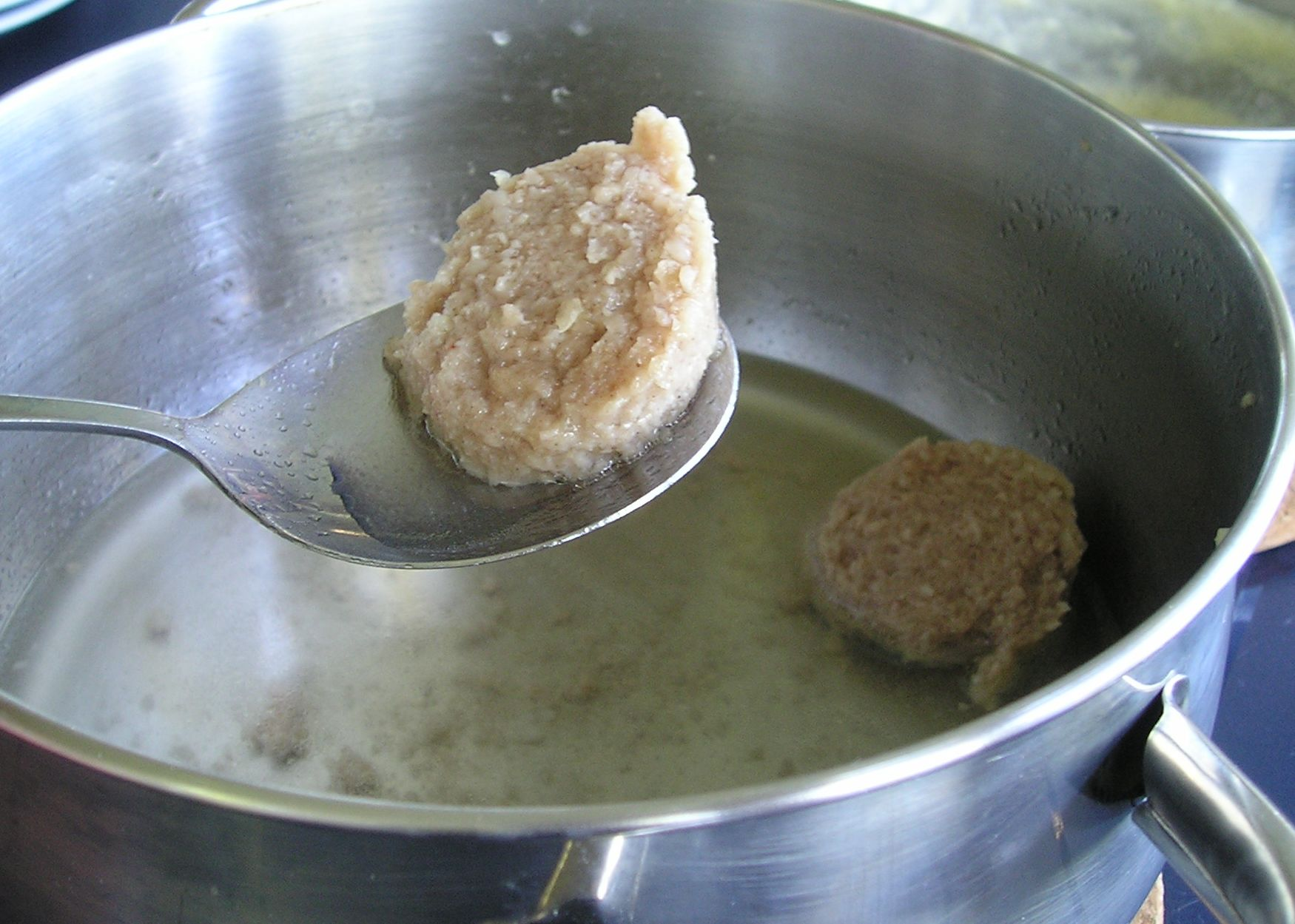
Värmlandskorv på väg upp ur grytan.

Värmlandskorv är en tjock, orökt korv som framställs av hackat eller malet nöt- och griskött, späck, hackad rå potatis, gul lök och en kryddning av salt, vitpeppar och kryddpeppar, traditionellt stoppat i krokfjälster som sedan gnids med salt, salpeter och socker. Därefter kokas korven. Värmlandskorven kan liknas vid en lätt grynig fläskkorv eller köttkorv, där grynigheten skapas av den hackade potatisen. Köttandelen är låg, endast cirka 30 %.  Värmlandskorv ingår i gruppen orökta korvar, som även innefattar fläskkorv, köttkorv, grynkorv och stångkorv.
Värmlandskorvens dag firas den tredje torsdagen i augusti sedan 2007, bland annat på Grums hembygdsgård. Som namnet antyder är korven populär i Värmland där den dialektalt kallas värmlandskôrv och även går under namnet potatiskorv (jolappelkôrv). Korven kokas och äts med kokt potatis, potatismos eller rotmos samt senap.
Bland svenskättlingar i USA är namnet potatiskorv känt, och korven anses av många vara en viktig del av det svenska julbordet.

## Fotogalleri

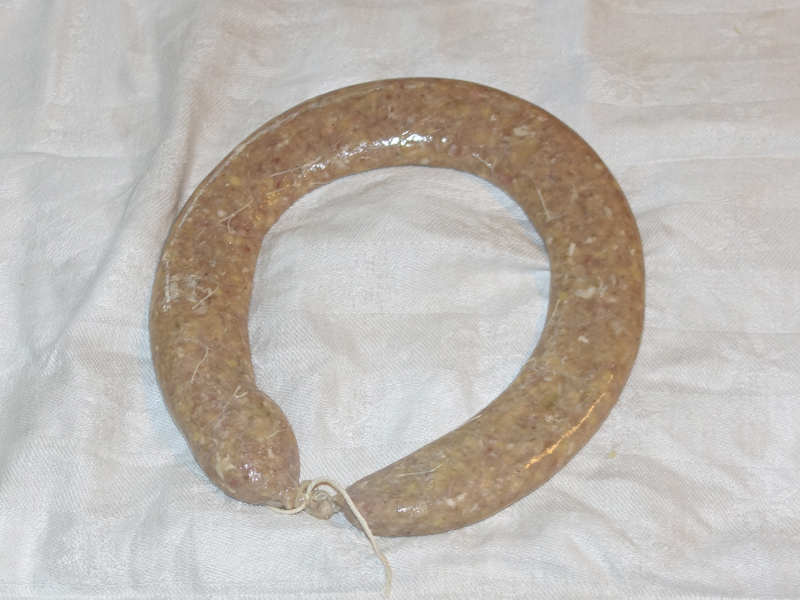
Rå värmlandskorv.
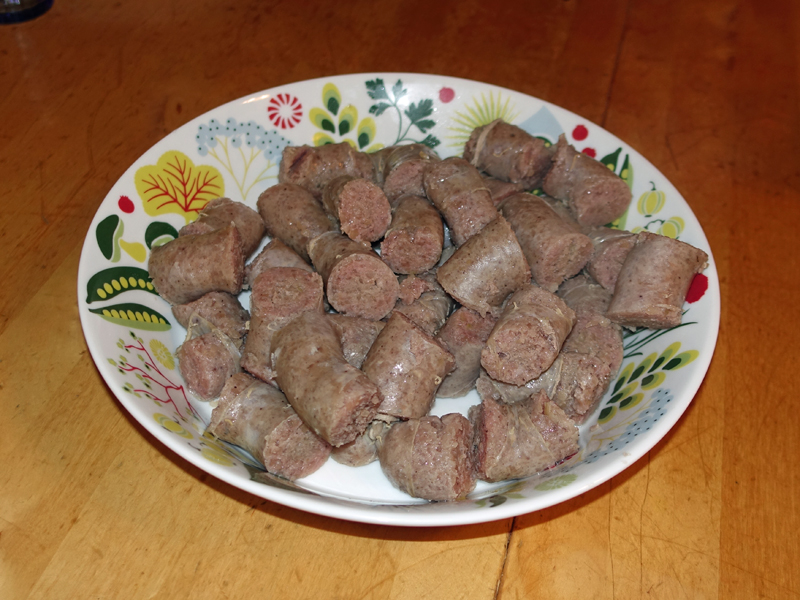
Kokt värmlandskorv.
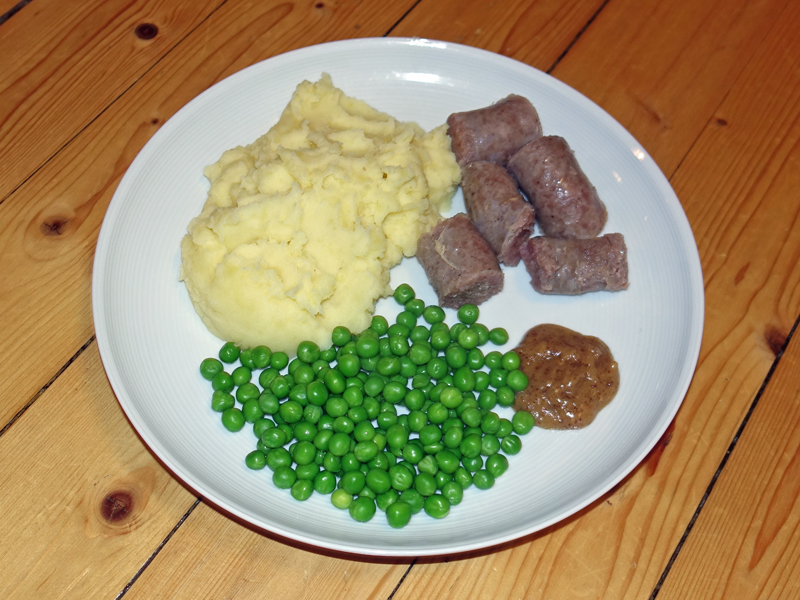
Värmlandskorv med senap, mos och gröna ärtor.